# مایکل اکلند
مایکل اکلند (به انگلیسی: Michael Eklund) بازیگر کانادایی است. از فیلم‌هایی که او در آن بازی کرده است، می‌توان به انتقام ، تماس، ساعت سکوت و درون جنگل اشاره کرد.